# 不列颠哥伦比亚省议会大厦

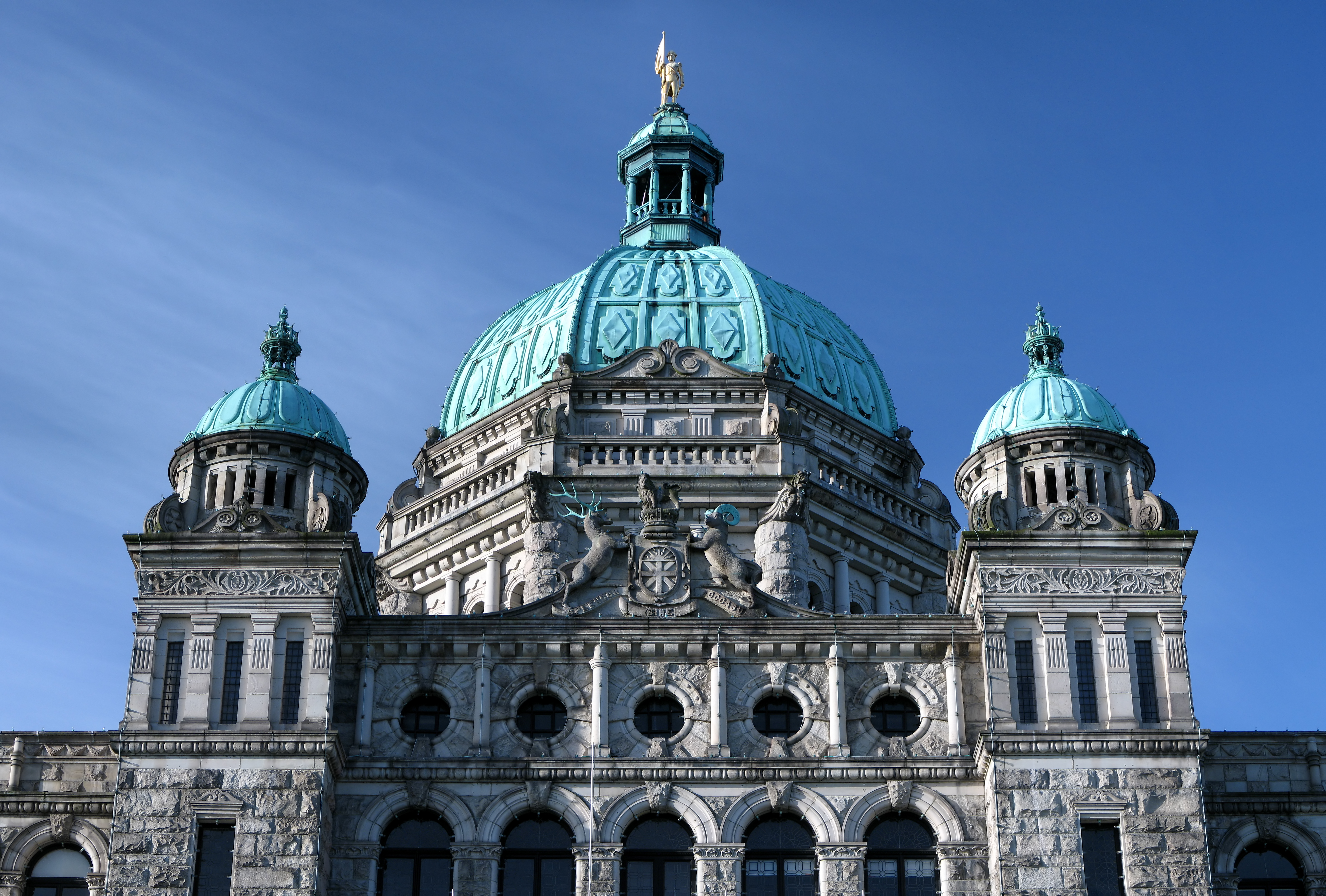

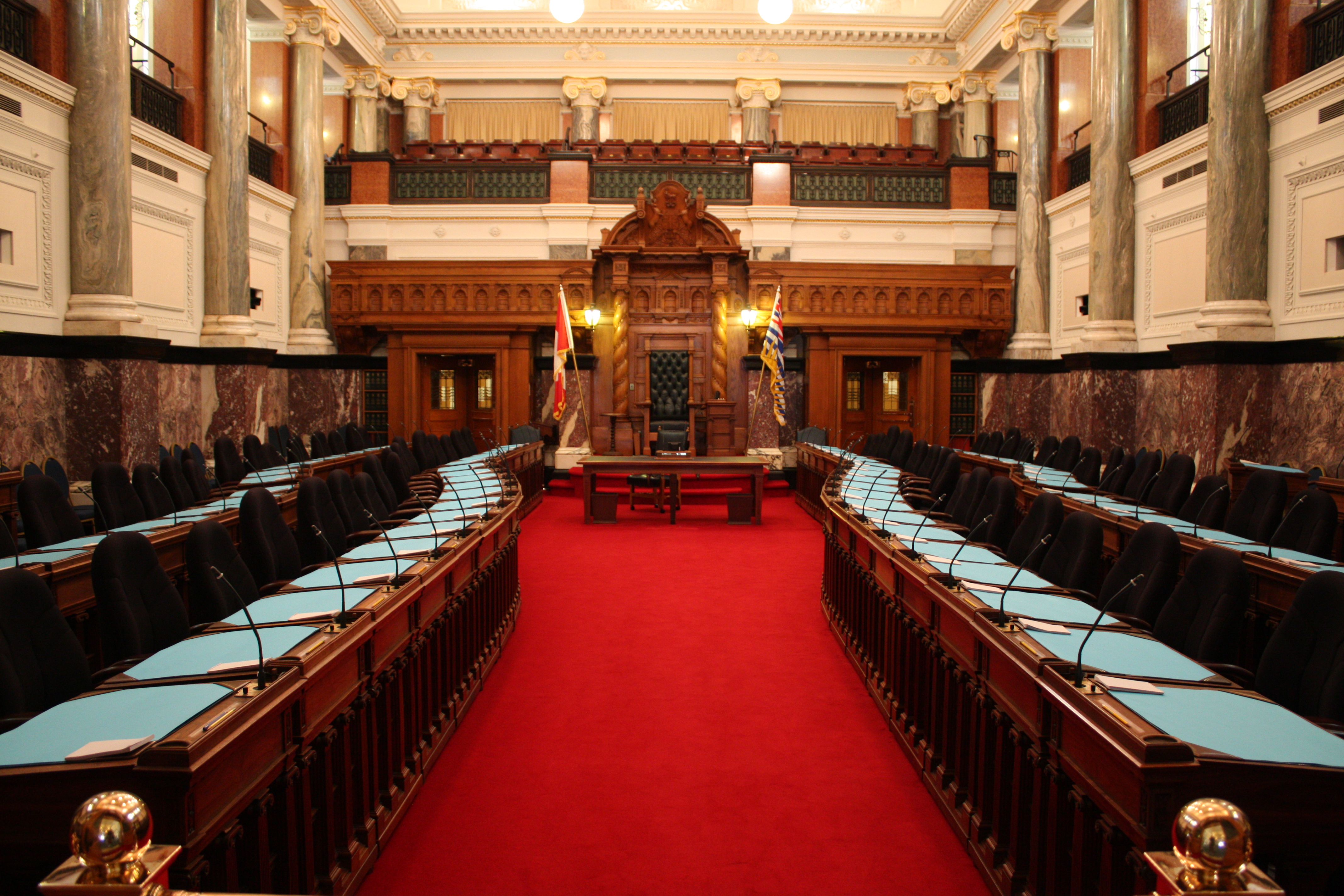

不列颠哥伦比亚省议会大厦（英語：British Columbia Parliament Buildings）是位于加拿大不列颠哥伦比亚省维多利亚，是不列颠哥伦比亚立法机构所在地。
这是一座新巴洛克式建筑，面临内港，与皇后酒店相对。前面的草坪上是维多利亚女王雕像，以及一尊士兵雕像，以纪念该省在第一次世界大战、第二次世界大战和韩战中阵亡的军人。中央圆顶之上是乔治·温哥华雕像。